# Pandeglang
Pandeglang este un oraș turistic din Indonezia.

## Legături externe
- Site oficial

1. ↑  Kab. Pandeglang, Indonesian Minister of Home Affairs Decree 100.1.1-6117 Of 2022[*], p. 2173